# Курбанов, Сергей Олегович

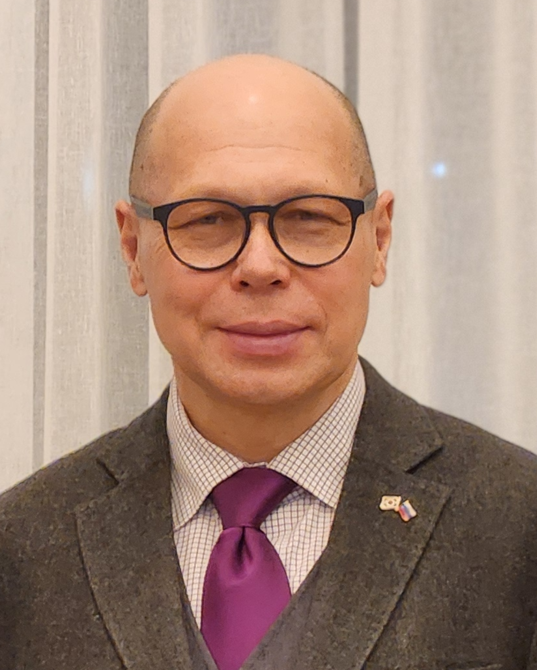
Курбанов, Сергей Олегович

Серге́й Оле́гович Курба́нов (род. 4 мая 1963) — российский кореевед. Доктор исторических наук, профессор.

## Биография
В 1986 году окончил Ленинградский государственный университет.
В 1987—1998 годах: старший лаборант, научный сотрудник Ленинградского отделения (с 1992 г. — Санкт-Петербургского филиала) Института востоковедения АН СССР (с 1992 г. — РАН).
В 1987—1988 годах: переводчик рабочей группы советских специалистов Министерства химической промышленности СССР на строительстве Сунчхонского виналонового химического комбината, г. Сунчхон, КНДР.
В 1992 году в Санкт-Петербургском филиале Института востоковедения РАН под научным руководством доктора исторических наук, профессора Е. И. Кычанова защитил диссертацию на соискание учёной степени кандидата исторических наук по теме «Историографические аспекты земельных отношений в Корее X—XIV веков по материалам „Составленной истории /Ко/рё“» (специальность 07.00.09 — историография, источниковедение и методы исторического исследования). официальные оппоненты — доктор исторических наук М. В. Воробьёв и кандидат исторических наук, доцент Л. В. Зенина. Ведущая организация — НИИ «Музей антропологии и этнографии имени Петра Великого (Кунсткамера)».
В 1993 году — научная стажировка по приглашению Корейского Фонда, Республика Корея.
С 1998 года — доцент Восточного факультета Санкт-Петербургского государственного университета. (В 1992—1997 годах — доцент СПбГУ по совместительству на 0,5 ставки).
В 2003 году — научная стажировка по приглашению Института изучения духовной культуры Кореи, Республика Корея.
В 2005 году в Санкт-Петербургском государственном университете защитил диссертацию на соискание учёной степени доктора исторических наук по теме «Корейские конфуцианские памятники письменности об универсальной категории „Сыновней почтительности“» (специальность 07.00.03 — всеобщая история (средние века, новое время) и 07.00.09 — историография, источниковедение и методы исторического исследования).
В 2007 и 2014 годах — научная стажировка по приглашению Корейского Фонда, Республика Корея.
С 2008 года — профессор Восточного факультета Санкт-Петербургского государственного университета.
В 2005—2008 годах — первый председатель Российской ассоциации университетского корееведения. Председатель Общества российско-корейской дружбы. Зарубежный член Национального института истории Кореи (Республика Корея).
В 2002—2013 годах: директор Центра корейского языка и культуры восточного факультета СПбГУ.
В 2013—2014 годах: директор Института междисциплинарных исследований Кореи СПбГУ.
В апреле — мае 2016 года: приглашенный профессор Корейского института для национального объединения (Korea Institute for National Unification) при Министерстве объединения, Республика Корея.
В 2017 году — научная стажировка по приглашению Корейского института переводов литературы (Korea Literature Translation Institute), Республика Корея.
С 2017 года — заведующий кафедрой корееведения, впервые созданной в СПбГУ в июне 2017 года.
В 2017—2018 годах — приглашенный исследователь Института изучения Кореи Университета Джорджа Вашингтона (США).
Ответственный редактор журнала «Вестник Центра корейского языка и культуры» СПб. (ISSN 18108008). Член редакционной коллегии «Международного журнала по истории Кореи» (International Journal of Korean History; ISSN 15982041), Университет Корё, Сеул. Член редакционной коллегии журнала «Евразия Культура» (Eurasia Cultura; ISSN 23842512), Университет Чунан, Сеул.
Автор более чем 150 работ по истории, общественной мысли, культуре, этнографии, политике, экономике Кореи, а также по проблемам теории исторической науки, в том числе — 9 монографий. Начиная с 2010-х годов С. О. Курбанов занимается вопросами разработки теоретической истории.

## Награды
- Лауреат 2-го Всекорейского конкурса по корейскому языку среди иностранцев (Сеул, 1993).
- Номинант на получение 7-й Премии Корейского Фонда (Республика Корея) 2019 года за вклад в развитие корееведения.

## Научные труды

### Монографии
- «Корейские дневники» (на корейском языке). Сеул, 1990. ISBN 2007196002472.
- «Курс лекций по истории Кореи с древности до конца XX века». СПб.: Изд-во С.-Петерб ун-та, 2002. — 626 с. ISBN 5-288-03016-2.
- «Конфуцианский классический „Канон сыновней почтительности“ в корейской трактовке». СПб.: Изд-во С.-Петерб ун-та, 2007. — 280 с. ISBN 978-5-288-04321-5.
- «История Кореи с древности до начала XXI века». СПб.: Изд-во С.-Петерб ун-та, 2009. — 680 с. ISBN 978-5-288-04852-4. 3-е изд., испр. — СПб.: Изд-во С.-Петерб. ун-та, 2018. — 744 с. ISBN 978-5-288-05822-6. 4-е изд., испр. — СПб.: Изд-во С.-Петерб. ун-та, 2022. — 744 с. ISBN 978-5-288-06225-4. 5-е изд., испр. и доп. - СПб., Изд-во С.-Петерб. ун-та, 2024. - 752 с. ISBN 978-5-288-06397-8.
- «С блокнотом по Корее (1987—2011): записки востоковеда». СПб.: Изд-во С.-Петерб ун-та, 2013. — 476 с. + вкл. 16 с. ISBN 978-5-288-05405-1. 2-е изд., СПб.: Изд-во С.-Петерб. ун-та, 2017. — 480 с. + вкл. 16 с. ISBN 978-5-288-05744-1.
- «Размышления об исторической науке и роли личности в истории (С примерами из истории Кореи)». — СПб.: Издательство РХГА, 2016. — 212 с. ISBN 978-5-88812-779-7.
- «Корейская дипломатическая миссия в Санкт-Петербурге в 1900—1911 гг. (Деятельность ч.п.п.м. Ли Бомчжина). Избранные материалы» / Автор-составитель д.и.н. С. О. Курбанов. — СПб.: Издательство РХГА, 2016. — 239 с. ISBN 978-5-88812-807-7.
- С блокнотом по Корее. Версия 2.0: [очерки, рассказы]. — СПб.: Изд-во С.-Петерб. Ун-та. 2020—412 с. ISBN 978-5-288-05953-7.
- Очерки истории Северной Кореи: хроники 2000—2022. — СПб.: Изд-во С.-Петерб. ун-та, 2023. — 416 с. + 16 с. вкл. ISBN 978-5-288-06302-2.
- Маяки мудрости. - СПб.: Изд-во РХГА, 2024. - 164 с. ISBN 978-5-907855-07-6.

### Статьи
- «О концепции эксперимента в исторической науке» // Вестник Центра корейского языка и культуры. Выпуск 14. СПб.: Изд-во С.-Петерб. ун-та, 2012, с. 7 — 15.
- North Korea’s juche ideology: indigenous communism or traditional thought? // Critical Asian Studies. Volume 51, Number 2, 2019. Routledge Taylor & Francis Group. P. 296—305.
- Dreams of Socialism Reflected in a 1947 North Korean School Textbook // European Journal of Korean Studies. Volume 23, No. 1 (2023), pp. 5–22.

## Переводы
- «Музыканты и мстители: собрание корейской традиционной литературы XII—XIX веков» / Пер. с кор. С. Курбанов. — Москва: Издательство АСТ, 2020. — 381 [1] с. — (Корея: Лучшее). ISBN 978-5-17-117355-5